# Avvistamenti UFO nello stato di Israele
Dagli anni settanta, a tempi più recenti, lo Stato di Israele è stato teatro di numerosi avvistamenti di UFO.

## I casi del 1978
Tra fine 1978 e inizio 1979 vari testimoni segnalarono luci notturne e oggetti volanti nei cieli nella zona di confine tra Israele e Palestina. L'aviazione militare è in stato di allerta, ma i radar non ottengono conferme strumentali del passaggio di UFO.

## Gli anni novanta
Nel novembre 1991, alcuni civili e una pattuglia di polizia osservarono alcune luci in movimento sopra Beit She'an. Si teme un attacco arabo ma il fenomeno rimane senza spiegazione. Un mese dopo, nella stessa città viene avvistato un oggetto luminoso a forma di V, che viene seguito fino al confine con la Giordania da pattuglie della polizia e dell'esercito.
Il 20 maggio 1993 una casalinga di Kadima (a nord di Tel Aviv) di nome Zipora, racconta un suo presunto incontro con un umanoide:
In effetti, il giorno dopo vengono rilevate tre grosse impronte circolari sulla terra, nel punto preciso dell'avvistamento.
Tre anni dopo, settembre 1996, un UFO viene filmato per tre notti sulla costa della città di Kokhav Ya'ir. Le riprese, effettuate da Elad Niger e divulgate dall'ufologo David Ronen, sono nitide e mostrano un oggetto volante simile a una mela colorata con una corona a tre denti.
Nel 1997, a settembre, la polizia palestinese indaga su due casi di tentate abductions presso Tulkarem. Due mesi dopo, a novembre, è filmato a Rishon LeZion (20 miglia a sud di Tel Aviv) un video amatoriale in cui si vedono un disco ellissoidale e un aereo militare; alcuni ufologi hanno interpretato il video come uno spettacolare inseguimento dell'UFO da parte dell'aereo, ma l'Israeli Extraterrestrial and UFO Research Association (EURA) non ritiene che si possa affermare con certezza che l'aereo stia dando la caccia all'UFO.
Nello stesso periodo, sopra Tel Aviv, vengono avvistati tre UFO scuri "a forma di spugna".
Sempre nel 1997, infine, si verificano casi di mutilazione del bestiame in concomitanza di eventi UFO.

## Anni 2000
Nel 2005 sarebbe avvenuto l'ultimo evento UFO importante su Israele: sopra Gerusalemme comparvero 20 UFO bianchi, che volavano in formazione come le anatre, a velocità supersonica e senza fare rumore.